# Lyssa crameri
Lyssa crameri är en fjärilsart som beskrevs av Jean Baptiste Boisduval 1874. Lyssa crameri ingår i släktet Lyssa och familjen Uraniidae. Inga underarter finns listade i Catalogue of Life.